# Sonia Malavisi
Sonia Malavisi (Roma, 31 de octubre de 1994) es una saltadora con pértiga italiana ganadora de la medalla de bronce en el Campeonato Europeo Júnior de 2013 en Rieti. Conquistó el título de campeona absoluta de Italia en dos ocasiones (una en pista cubierta y otra al aire libre), después de haber conquistado cuatro títulos juveniles. También posee el récord italiano júnior.

## Biografía
Sonia Malavisi nació en Roma, el 31 de octubre de 1994. Junto con su compatriota Roberta Bruni, provienen de la gimnasia artística. Su mejor marca personal, 4,42 m, fue la segunda mejor mundial juvenil en 2013 y la 49.º a nivel mayores.
En 2012 compite únicamente con los campeonatos juveniles italianos donde consigue la medalla de plata. Hizo su debut en una revisión internacional con motivo del Campeonato del Mundo Junior en Barcelona (España), finalizando en el puesto 13.º. En 2013 ganó el bronce absoluto indoor, plata júnior indoor, oro júnior italiano y llegó a la final absoluta (donde no superó el nivel de entrada). El 15 de noviembre del mismo año se incorporó a la Fiamme Gialle.
En la temporada de pista cubierta de 2014, conquistó el título de promesas italianas y el segundo puesto en los campeonatos italianos absolutos. Ganó la medalla de bronce en la absoluta y el oro en el Campeonato del Mediterráneo Sub-23 en Aubagne en Francia. Ocupó el séptimo lugar en el Campeonato Europeo de Atletismo por Equipos en Braunschweig, Alemania, pero no logró clasificarse para la final del Campeonato Europeo de Atletismo en Zúrich, Suiza, terminando en el puesto 17.º en la clasificación.
En 2015 es cuarta en la absoluta indoor. Participa en el Campeonato de Europa sub-23 en Tallinn, Estonia, finalizando en el puesto 11.º y en el Campeonato Europeo de Atletismo por Equipos en Cheboksary (Rusia), finalizando última en la clasificación. En julio en el Estadio Primo Nebiolo de Turín, ganó su primer título italiano.
Al superar los 4,50 m en Castiglione della Pescaia, el 17 de mayo de 2016, se clasificó para los Juegos Olímpicos de 2016 en Río de Janeiro, donde ocupó el puesto 21.º, superando los 4,45 m. Su mejor marca personal es de 4,51 m, el 17 de julio de 2016, durante el 30.º Encuentro Internacional Città di Padova.
A partir de 2018 se trasladó a Cuba para entrenar con Alexandre Navas Páez, entrenador de la excampeona mundial Yarisley Silva . El 17 de febrero de 2019, en Ancona, obtiene el título absoluto italiano de pista cubierta con 4,50 m, convirtiéndose en la tercera italiana en dicha modalidad.

## Récords nacionales

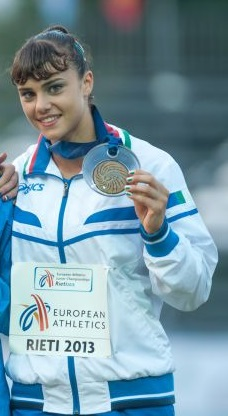
Sonia Malavisi en 2013

- Juvenil: Salto con pértiga: 4,42 m ( Rieti, 5 de julio de 2013)[9]

## Progresión

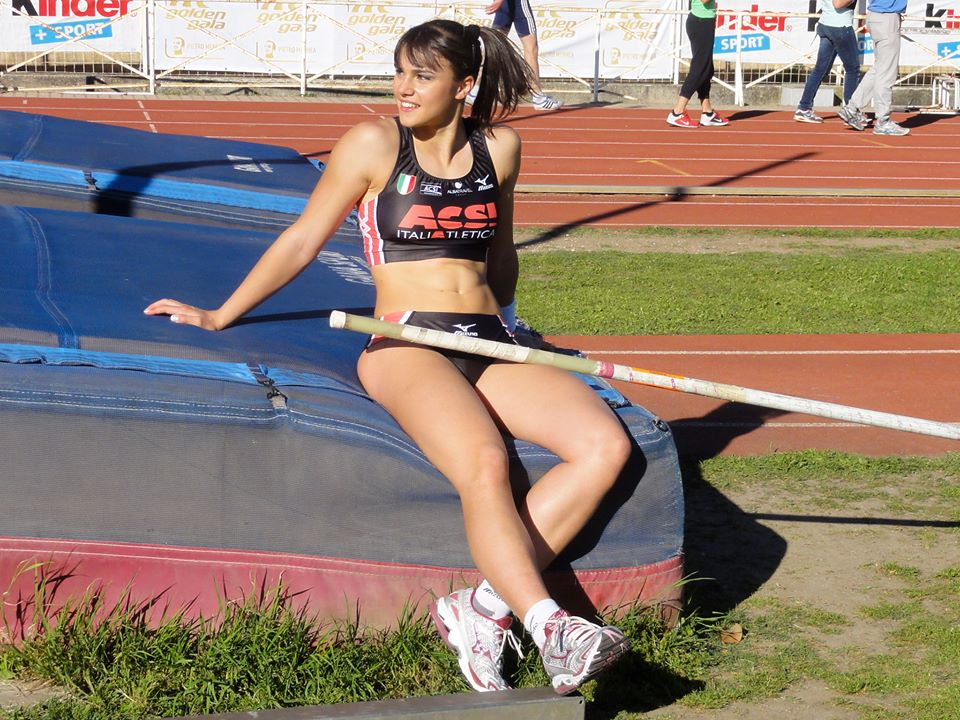
Sonia Malavisi en 2013 con el uniforme de carrera del ACSI Italia Atlética

Salto con pértiga al aire libre
| Año  | Rendimiento | Lugar     | Fecha            | Rango mundial |
| ---- | ----------- | --------- | ---------------- | ------------- |
| 2018 | 4,36 m      | Atenas    | 22 de junio      |               |
| 2017 | 4,40 m      | Rieti     | 21 de mayo       |               |
| 2016 | 4,51 m      | Padua     | 17 de julio      |               |
| 2015 | 4,40 m      | Rieti     | 28 de junio      |               |
| 2014 | 4,35 m      | Rieti     | 29 de junio      |               |
| 2013 | 4,42 m      | Rieti     | 5 de julio       | 50.ª          |
| 2012 | 4,05 m      | Barcelona | 12 de julio      | 232.ª         |
| 2011 | 3,80 m      | Rieti     | 1 de octubre     |               |
| 2010 | 3,30 m      | Rieti     | 12 de septiembre |               |

Salto con pértiga en pista cubierta
| Año  | Rendimiento | Lugar   | Fecha         | Rango mundial |
| ---- | ----------- | ------- | ------------- | ------------- |
| 2019 | 4,50 m      | Ancona  | 17 de febrero |               |
| 2017 | 4,04 m      | Orléans | 14 de enero   |               |
| 2016 | 4,40 m      | Ancona  | 6 de febrero  |               |
| 2015 | 4,10 m      | Dijon   | 24 de enero   |               |
| 2014 | 4,32 m      | Dresde  | 31 de enero   |               |
| 2013 | 4,20 m      | Ancona  | 17 de febrero |               |
| 2011 | 3,40 m      | Ancona  | 13 de febrero |               |

## Logros
| Año  | Competencia                            | Sede           | Evento            | Posición          | Rendimiento | Ref.          |
| ---- | -------------------------------------- | -------------- | ----------------- | ----------------- | ----------- | ------------- |
| 2012 | Campeonato del Mundo Juvenil           | Barcelona      | Salto con pértiga | 13.ª (q)          | 4,05 m      | [ 10 ]        |
| 2013 | Campeonato de Europa por equipos       | Gateshead      | Salto con pértiga | Sexta             | 4,25 metros | [ 11 ]        |
| 2013 | Campeonato Europeo Juvenil             | Rieti          | Salto con pértiga | Medalla de bronce | 4,20 m      | [ 12 ]        |
| 2014 | Campeonato Mediterráneo Juvenil        | Aubagne        | Salto con pértiga | Medalla de oro    | 4,06 m      | [ 13 ]        |
| 2014 | Campeonato Europeo                     | Zurich         | Salto con pértiga | 17.ª (q)          | 4,25 m      | [ 14 ]        |
| 2015 | Campeonato Europeo de Atletismo Sub-23 | Tallin         | Salto con pértiga | 11.ª              | 4,05 m      | [ 15 ]        |
| 2016 | Campeonato Europeo                     | Amsterdam      | Salto con pértiga | 20.ª (q)          | 4,20 m      |               |
| 2016 | Juegos Olímpicos                       | Rio de Janeiro | Salto con pértiga | 21.ª (q)          | 4,45 m      |               |
| 2017 | Universiada                            | Taipéi         | Salto con pértiga | 13.ª (q)          | 3,80 m      |               |
| 2019 | Campeonato Europeo en Pista Cubierta   | Glasgow        | Salto con pértiga | 9.ª (q)           | 4,50 m      | Personal Best |
| 2019 | Universiada                            | Napoli         | Salto con pértiga | 7.ª               | 4,31 m      |               |
| 2024 | Campeonato Europeo                     | Roma           | Salto con pértiga | 13.ª (q)          | 4,40 m      |               |

## Otras competiciones internacionales
2011
- Oro en la Copa de Europa de Clubes Campeones Juveniles ( Castellón), salto con pértiga - 3,60 m[16]

2013
- 6.ª agli Campeonato Europeo de Atletismo por Equipos ( Gateshead), salto con pértiga - 4,25 m[17]

2014
- 7.ª agli Campeonato Europeo de Atletismo por Equipos ( Braunschweig), salto con pértiga - 4,15 m[4]

2015
- En la final del Campeonato Europeo de Atletismo por Equipos ( Cheboksary), salto con pértiga - (ninguna prueba fue registrada)[18]